# Raja Sansi
Raja Sansi (o Rajasansi è una suddivisione dell'India, classificata come nagar panchayat, di 12.131 abitanti, situata nel distretto di Amritsar, nello stato federato del Punjab. In base al numero di abitanti la città rientra nella classe IV (da 10.000 a 19.999 persone).

## Geografia fisica
La città è situata a 31° 43' 28 N e 74° 47' 10 E.

## Società

### Evoluzione demografica
Al censimento del 2001 la popolazione di Raja Sansi assommava a 12.131 persone, delle quali 6.561 maschi e 5.570 femmine. I bambini di età inferiore o uguale ai sei anni assommavano a 1.563, dei quali 881 maschi e 682 femmine. Infine, coloro che erano in grado di saper almeno leggere e scrivere erano 6.605, dei quali 3.781 maschi e 2.824 femmine.